# M10 (astronomia)
M 10 (conosciuto anche come NGC 6254) è un ammasso globulare situato nella costellazione dell'Ofiuco.

## Osservazione

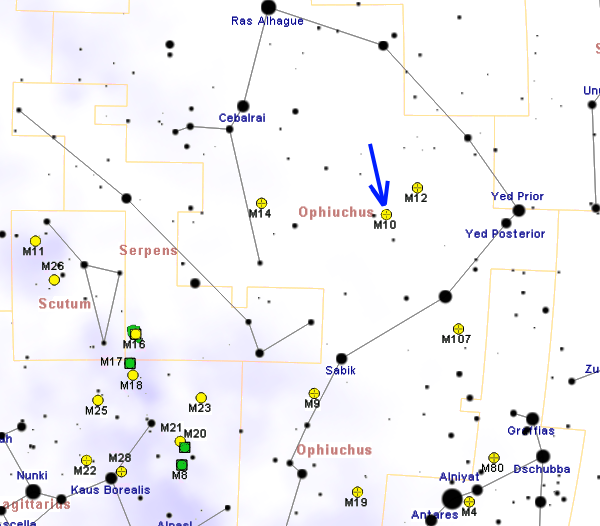
Mappa per individuare M10.

M10 si individua non senza difficoltà a causa della sua posizione particolarmente isolata, lontana da astri luminosi; la sua posizione è situata circa 10° ad est della stella ε Ophiuchi. Grazie alla sua magnitudine di 6,6, l'ammasso è facilmente visibile con un binocolo sotto la forma di una macchia lattiginosa. Usando strumenti con apertura di 150mm di diametro o superiore, l'ammasso comincia ad essere risolto in stelle e quindi ha un aspetto granuloso. Un telescopio da 200mm permette di avere una buona visione.
M10 può essere osservato da tutte aree popolate della Terra, grazie al fatto che è situato estremamente vicino all'equatore celeste; non esiste pertanto un emisfero privilegiato per la sua osservazione e dalle coppie di latitudini simili dei due emisferi l'oggetto si presenta quasi alla stessa altezza nel cielo. Mentre dall'emisfero nord è un oggetto dei cieli estivi, dall'emisfero sud è caratteristico dei mesi invernali. Il periodo migliore per la sua osservazione nel cielo serale è quello compreso fra maggio e settembre.

## Storia delle osservazioni
M10 è stato scoperto da Charles Messier nel 1764, che però non lo riconobbe come ammasso e lo descrisse così: "Nebulosa priva di stelle nella cintura di Ofiuco, vicino alla 30ª stella di questa costellazione...Questa nebulosa è bella e rotonda, può essere vista solo con difficoltà in un ordinario telescopio da tre piedi." È stato risolto in stelle per la prima volta da William Herschel.

## Caratteristiche
L'ammasso è uno dei più vicini a noi dal momento che si trova a soli 14.000 anni luce. Nonostante un diametro modesto di soli 60 anni luce, il suo diametro apparente è invece abbastanza grande, superando la metà del diametro della Luna piena.
L'ammasso ha poche stelle variabili, ne contiene solo 3. Le stelle più brillanti dell'ammasso hanno una magnitudine apparente di 13. La sua velocità di recessione rispetto a noi è di 69 km/s.

### Libri
- (EN) Stephen James O'Meara, Deep Sky Companions: The Messier Objects, Cambridge University Press, 1998, ISBN 0-521-55332-6.

### Carte celesti
- Toshimi Taki, Taki's 8.5 Magnitude Star Atlas, su geocities.jp, 2005. URL consultato il 7 novembre 2010 (archiviato dall'url originale il 5 novembre 2018). - Atlante celeste liberamente scaricabile in formato PDF.
- Tirion, Rappaport, Lovi, Uranometria 2000.0 - Volume II - The Southern Hemisphere to +6°, Richmond, Virginia, USA, Willmann-Bell, inc., 1987, ISBN 0-943396-15-8.
- Tirion, Sinnott, Sky Atlas 2000.0 - Second Edition, Cambridge, USA, Cambridge University Press, 1998, ISBN 0-933346-90-5.
- Tirion, The Cambridge Star Atlas 2000.0, 3ª ed., Cambridge, USA, Cambridge University Press, 2001, ISBN 0-521-80084-6.